# Htet Phyo Wai
Htet Phyo Wai (* 21. Januar 2000 in Shwebo) ist ein myanmarischer Fußballspieler.

## Karriere

### Verein
Htet Phyo Wai spiele in seiner Jugend für die Mandalay Myanmar Football Academy und Shan United. Bei letzterem Verein debütierte er 2019 in der Myanmar National League und konnte zweimal in Folge die nationale Meisterschaft sowie den MFF Charity Cup gewinnen. Im Sommer 2022 folgte dann der Wechsel zum Ligarivalen Yangon United. 

### Nationalmannschaft
Htet Phyo Wai spielt seit 2018 für die myanmarischen A-Nationalmannschaft und erzielte in 15 Partien bisher drei Treffer. Zwei davon gelangen ihm während der Südostasienmeisterschaft 2021 im Gruppenspiel gegen die Philippinen (2:3).
Mit der U-23-Auswahl nahm er im Mai 2022 an den Südostasienspielen teil und kam in allen vier Spielen zum Einsatz. Dabei erzielte der Rechtsaußen auch ein Tor beim 3:2-Sieg über Osttimor, trotzdem schied man nach der Gruppenphase aus.

## Erfolge
Shan United
- Myanmar National League: 2019, 2020
- MFF Charity Cup: 2019, 2020